# Condado del Álamo
El condado del Álamo es un título nobiliario español creado por el rey Carlos III con el vizcondado previo de San Cristóbal, el 4 de septiembre de 1766 a favor de Fernando Parreño de Castilla.

## Condes del Álamo
- Fernando Parreño de Castilla y Arjona (n. Aracena, 1744), I conde del Álamo  Fue alférez mayor y regidor perpetuo de Aroche y el 8 de septiembre de 1764 contrajo matrimonio en la Higuera con su prima Cristobalina Parreño de Castilla y Flores, señora del mayorazgo del Álamo, hija de José María Parreño de Castilla y Fuentes y de su esposa María del Espíritu Santo de Flores y Castilla.[2] Le sucedió su hijo:

- Félix Parreño Castilla (Aroche, 20 de mayo de 1774-ibídem, 4 de febrero de 1834), II conde del Álamo, contrajo matrimonio en Aroche el 31 de marzo de 1793 con su prima hermana, Vicenta Boza y Parreño (m. 2 de febrero de 1805), hija de Rafael Boza de Chaves y María Antonia Parreño. Tuvieron tres hijos, dos fallecidos jóvenes y una hija, María del Amparo Parreño de Castilla y Boza (Aracena, 23 de diciembre de 1803-antes de 1832), que no heredó el condado al fallecer antes que su padre.  Había contraído matrimonio el 9 de septiembre de 1829 con su primo José Boza y Parreño (Aroche, 6 de mayo de 1810-después de 9 de enero de 1841), hijo de José Tomás Boza y Guadalupe Parreño.  El matrimonio solo tuvo una hija que heredó el condado.[3]

- María Josefa de los Dolores Boza y Parreño (n. Aroche, 15 de julio de 1830), III condesa del Álamo. Sucedió a su abuelo materno. Se casó el 15 de julio de 1830 con su primo José María Sánchez Arjona y Vaca (19 de junio de 1826-10 de septiembre de 1887),[4] senador vitalicio[5] e hijo de José Sánchez Arjona Boza y Francisca Vaca Montero de Espinosa.[3] Le sucedió su hija:

- María del Carmen Sánchez Arjona y Boza, (Villafranca de los Barros, 30 de noviembre de 1846-ibídem, 4 de marzo de 1896),IV condesa del Álamo.  Contrajo matrimonio en Sevilla el 9 de noviembre de 1873 con Bernardo Losada y Pastor, II conde de Bagaes.[6]  En 19 de abril de 1917 sucedió su hijo:

- Manuel Losada y Sánchez Arjona (Sevilla, 25 de agosto de 1878-ibídem, 17 de agosto de 1956),[7] V conde del Álamo, III conde de Bagaes, II conde del Palancar y vizconde de Guadalupe. Contrajo matrimonio el 12 de diciembre de 1906 con María Dolores Lazo García.[8] En 1950 cedió el título a su hijo.[9]

- Manuel Losada y Lazo, VI conde del Álamo (n. Sevilla, 6 de febrero de 1913-1998). Se casó el 1 de enero de 1950 en Sevilla con María Fernanda Serra y Díaz Trechuelo, hija de Antonio Serra Pickman y Dolores Díaz Trechuelo Benjumea.[10][11] Le sucedió su hijo en 1998.[9][1]

- Manuel Losada Serra (n. Sevilla, 16 de octubre de 1953), VII conde del Álamo. Se casó el 10 de septiembre de 1981 en Sevilla con Mariana de Alvear Dávila. Con sucesión.[10][12]